# Monterosso al Mare
Monterosso al Mare é uma comuna italiana da região da Ligúria, Província da Spezia, com cerca de 1 563 habitantes. Estende-se por uma área de 11 km², tendo uma densidade populacional de 142 hab./km². Faz fronteira com Levanto, Pignone, Vernazza.

## Demografia
| Variação demográfica do município entre 1861 e 2011                               |
|                                                                                   |
| Fonte: Istituto Nazionale di Statistica (ISTAT) - Elaboração gráfica da Wikipedia |

## Cidades-irmãs
- Saint-Genès-Champanelle, França (2003)